# Econet Global
Econet Global, oficialmente Econet Group, es un grupo diversificado de telecomunicaciones con sede en Johannesburgo (Sudáfrica). Con inversiones en África, Europa, América del Sur y Asia Oriental, ofrece productos y servicios de telefonía fija y móvil, banda ancha, satélite, redes de fibra óptica y pago móvil. Entre las subsidiarias del grupo figuran Econet Wireless, Cassava Technologies y Cassava Smartech.

## Historia
Econet fue creada en 1993 en Zimbabue por Strive Masiyiwa. En 1998, Econet obtuvo una licencia de telefonía, en un momento en que el 70% de los habitantes del país no disponía de teléfono. En 2005, Econet desarrolló un sistema de pago móvil para ayudar a las ONG a realizar transferencias de efectivo a los refugiados después de la guerra de Burundi. El modelo fue ampliado e integrado en la tecnología de Econet, junto con una solución de crédito. EcoCash se lanzó oficialmente en 2011 y es operado por Econet Enterprises. A los 18 meses de su lanzamiento, el 31% de la población adulta de Zimbabue se registró en el servicio. En noviembre de 2017, el servicio tenía más de 6,7 millones de usuarios registrados, lo que representaba el 80% de los zimbabuenses adultos o el 52% de todos los ciudadanos. En febrero de 2013, Econet adquirió una participación mayoritaria en el entonces TN Bank Zimbabwe, uno de los bancos comerciales de Zimbabue, y lo rebautizó como Steward Bank. El banco, cuyas acciones cotizaban anteriormente en la Bolsa de Valores de Zimbabue (ZSE), dejó de cotizar cuando se convirtió en una filial de propiedad total de Econet.
En octubre de 2014, Econet adquirió VimpelCom's Telecel en Burundi (U-COM) y Telecel en la República Centroafricana (Telecel RCA) por 65 millones de dólares.
En 2014, la filial Econet Wireless Zimbabwe, que cotizaba en bolsa, anunció una caída del 14,7% en sus beneficios anuales, de 140 millones de dólares a 119 millones de dólares. En octubre de 2015, debido a la caída de ganancias, luego de una reducción de tarifas impuesta por el regulador estatal, la compañía anunció un despido de 100 empleados para hacer frente a las pérdidas. En 2015, debido al aumento de las pérdidas, el grupo impuso un recorte salarial del 20 por ciento a sus empleados en Zimbabwe y negoció un descuento del 15 por ciento con sus proveedores, a pesar de que su servicio EcoCash siguía prosperando en el país. En junio de 2015, a pesar de la agitación económica, la empresa distribuyó 15 millones de dólares en dividendos a los accionistas.

## El grupo
Econet es un grupo de propiedad privada y no cotiza en ninguna bolsa de valores. Una de sus filiales, Econet Wireless Zimbabwe, cotiza en la Bolsa de Valores de Zimbabwe (ZSE) y sus actividades se limitan únicamente al mercado de Zimbabwe. El grupo está controlado por su fundador, Strive Masiyiwa, y tiene su sede en Johannesburgo, Sudáfrica. La sociedad holding del Grupo Econet, Econet Global Ltd, está registrada en Mauricio.

## Empresas subsidiarias
- Econet Wireless Zimbabwe
- Econet Wireless South Africa
- Econet Telecom Lesotho
- Mascom Botswana
- Econet Leo (Burundi)
- Cassava Technologies: Liquid Intelligent Technologies, ZOL, Transaction Payment Solutions, Africa Data Centres, Sasai Fintech, Cassava Remit, Vaya Technologies, Distributed Power Technologies
- Cassava Smartech:
  - Steward Bank - a Zimbabwean commercial bank
  - EcoCash - A Zimbabwean money transfer/ payment service which provides a savings account, international transfers, banking services, payroll services, and became a solution to pay for public transportation in October 2012. Since March 2013, EcoCash is also available as a payment solution for retailers in Zimbabwe[14]
  - Ownai - a Zimbabwean e-commerce service.
  - EcoFarmer, EcoSure and Moovah - Zimbabwean mobile-phone-based insurance service providers
  - Ruzivo Digital Learning - a Zimbabwean zero-rated e-learning service